# Tangalan (Aklan)
Tangalan is een gemeente in de Filipijnse provincie Aklan in het noordwesten van het eiland Panay. Bij de laatste census in 2007 had de gemeente ruim 19 duizend inwoners.

## Geografie

### Bestuurlijke indeling
Tangalan is onderverdeeld in de volgende 15 barangays:
| - Afga - Baybay - Dapdap - Dumatad - Jawili - Lanipga - Napatag - Panayakan | - Poblacion - Pudiot - Tagas - Tamalagon - Tamokoe - Tondog - Vivo |

## Demografie
Tangalan had bij de census van 2007 een inwoneraantal van 19.121 mensen. Dit zijn 1.515 mensen (8,6%) meer dan bij de vorige census van 2000. De gemiddelde jaarlijkse groei komt daarmee uit op 1,15%, hetgeen lager is dan het landelijk jaarlijks gemiddelde over deze periode (2,04%).

## Geboren in Tangalan
- Jose Hontiveros (19 maart 1889), politicus en rechter (overleden 1954);